# بلغة (حذاء)

بلغة مغربية فاسية.

بلغة مغربية أمازيغية.

البَلْغة هي نعل تقليدي أصله من المغرب العربي، تُصنع من الجلد وترافق في غالب الأحيان باقي الملابس التقليدية في منطقة المغرب العربي. تكون البلغة غالباً أحادية اللون (أبيض أو أصفر أو أسود أو أحياناً أحمر)، تصميمها بسيط بحيث لو طُرِّزَت فإن ذلك يكون بشكل خفيف. هناك نوعان من البلغة المغربية، إما أن تكون مقدمتها مدببة (البلغة الفاسية) أو مستديرة فتكون بذلك أمازيغية (البلغة الأمازيغية).

## البعد الثقافي
تعتبر البلغة أهم بل أقدم ما يُلبس في القدمين بالمغرب العربي، حيث حافظت هي الأخرى على مظهرها وزاد الاهتمام بها أكثر، وهي الحذاء الذي يفضله كثير من الناس كذلك صغارا وكبارا، إذ إنها هي الأخرى تتعدد ألوانها وبعض موادها، وفنونها الزخرفية، وتختلف تطريزات وألوان البلغة من منطقة إلى أخرى، وهي كذلك متعددة، منها:
- البلغة العادية أو الفاسية: حذاء سلس، وناعم، من الجلد أو الجلد البلاستيكي، على شكل مدبب بعض الشيء وأماميتها مجتمعة، وهو نوع منتشر عند الكثيرين وعامة المغاربة.
- بلغة تافراوت: وهي أرفع الأنواع، حيث يمكن لبسها عوض أي حذاء، وتضمن حماية للقدم إذ تتوفر على خلفية ترفع كالحذاء وتساعد لابسها على الجري والتحكم في سرعتها بواسطة نعلها الناعم والجلدي، ويمكن لبسها في الصيف والشتاء، وهي ذات أشكال فنية مستحدثة جميلة، ولونها المعتاد هو الأصفر، وخياطتها بشريط أحمر، ومع تقدم استعمالها يميل اللون إلى البني.
وهذه الأحذية المغاربية الصنع يلبسها الرجال (البلغة) كما تلبسها النساء (الشربيل) إلا أنها تختلف من حيث المظهر إذ تتميز الخاصة بالنساء بزخرفة ورسم أوراق الشجر عليها، في حين التي تعني الرجال تتسم بانعدام الزخرفة سوى بعض النقاط باللونين الأخضر والأحمر يتراوح عددها بين 5 إلى 7.
تلعب البلغة المغربية دورا هاما في تعزيز الهوية الثقافية المغربية، ويرجع تاريخها إلى قرون عديدة، حيث كانت تُصنع يدويًا باستخدام الجلد وعرفت تطورا كبيرا مع تطور العصور غير أنها احتفظت بجوهرها التقليدي وأصبحت اليوم قطعة مميزة تجسد الابداع والحرفية المغربية العريقة،  وللبلغة المغربية تاريخها العريق مما يجعل منها أكثر من مجرد حذاء تقليدي، فقد دخلت إلى عالم الموضة العالمية، فالمصممون العالميون تبنو هذا الحذاء المغربي التقليدي وأدخلوه في تصاميمهم، مما جعله قطعة فنية تجمع بين الأصالة والحداثة.